# Escallonia bifida
Escallonia bífida es un arbusto o árbol pequeño de hoja perenne de la familia Escalloniaceae. Es originaria de Brasil, Argentina y Uruguay, donde se la conoce con el nombre de "árbol del pito".
Puede crecer hasta 4 m (13,1 pies) de alto y 2,5 m (8,2 pies) de ancho, y tiene hojas brillantes de color verde oscuro que son de 2 a 7 cm de largo y de 0,8 a 2 cm de ancho. Las flores son de color blanco puro, inicialmente tubulares pero luego extendidas, aparecen en verano. 
Se naturaliza con moderación en Nueva Gales del Sur en Australia. Se encuentra en cultivo en las regiones costeras templadas del Reino Unido (resistente hasta −5 °C (23,0 °F), donde su hábito denso lo hace adecuado para setos altos. En zonas más frías requiere la protección de una pared. Ha ganado el premio Galardón al Mérito en Jardinería de la Real Sociedad de Horticultura.
El epíteto específico latino bífida significa "partido en dos".